# Młyn w Chynowie
Młyn w Chynowie – młyn wodny nad Małą Widawką wybudowany w ostatnich latach XIX w. lub pierwszych latach XX w. Znajduje się w Chynowie, w powiecie bełchatowskim, w województwie łódzkim. Obiekt wpisany do gminnej ewidencji zabytków gminy Drużbice.

## Historia miejsca
Młyny w tej lokalizacji nad strugą Mała Widawka (dorzecze Grabi) istniały od niepamiętnych czasów. Były wymieniane w źródłach już w pierwszej połowie XVI w. Poprzednikiem obecnie istniejącego młyna był drewniany młyn parterowy wybudowany na przełomie XVIII i XIX w., usytuowany częściowo na palach nad wodą (część produkcyjna), a częściowo na stałym lądzie (część mieszkalna). Budynek ten został zniszczony przez pożar w ostatnich latach XIX w..

## Obecny młyn
W miejscu po spalonym młynie wybudowano obecnie istniejący młyn, początkowo jako budynek parterowy, murowany, z dachem dwuspadowym krytym papą. W 1935 r. dobudowano do niego drewniane piętro i nowy dach dwuspadowy, kryty blachą. Początkowo był poruszany kołem wodnym i wyposażony w 2 pary kamieni francuskich, perlak i jagielnik. W okresie międzywojennym zainstalowano turbinę wodną oraz dwie pary walców. W czasie II wojny światowej był nieczynny. Po wojnie został uruchomiony. W 1958 r. przeszedł pod zarząd państwowy, jednak był czynny tylko do 1960 r..